# Novuss

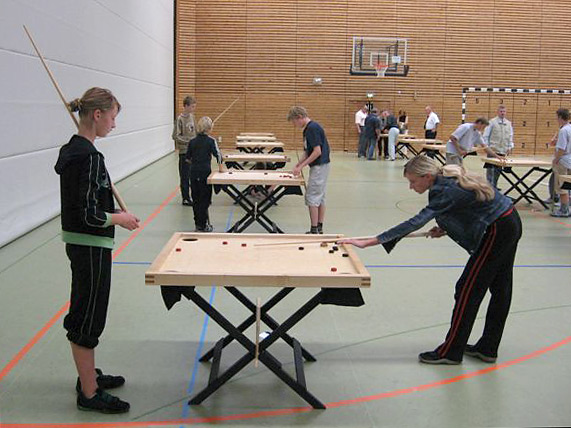
Zawody novussa na Bałtyckiej Olimpiadzie Dziecięcej

Novuss (est. koroona; bilard marynarski) – gra zręcznościowa, rodzaj miniaturowego bilardu dla 2 lub 4 graczy, polegająca na wbiciu krążków do łuz za pomocą dużego krążka i kija. Gra uważana jest za narodowy sport na Łotwie, jest też blisko spokrewniona z mini bilardem i grą carrom.
Grę rozgrywa się na kwadratowym stole o boku ok. 100 cm, z łuzami w każdym z rogów i liniami oznaczonymi na powierzchni stołu, dzielącymi go na cztery pola. Celem jest umieszczenie przez jednego z graczy ośmiu krążków w łuzach za pomocą dziewiątego krążka pełniącego funkcję białej bili stosowanej w innych odmianach bilardu.

## Historia
Gra po raz pierwszy pojawiła się w latach 1925-1927 na Łotwie i w Estonii. Marynarze łotewscy, odwiedzając angielskie portowe bary, grali tam w podobną grę. Wtedy, według angielskich projektów, wyprodukowano pierwszy stół na Łotwie. Następnie stoły pojawiły się w miastach portowych w Krajach Bałtyckich, m.in. Windawie, Lipawie, Rydze i Tallinnie, gdzie grę nazwano novuss (nazwa łotewska) lub koroona (nazwa estońska).
Pierwsze stoły w Estonii miały rozmiar 80 × 80 cm. Na nich odbywały się rozgrywki sportowców klubu Tallinna Kalev. W wyniku doskonalenia gry, rozmiary stołu zmieniono i w 1929 roku została wyprodukowana pierwsza przemysłowa partia nowych kompletów do gry w ilości 500 sztuk. Miały one wymiary 100 × 100 cm, co jest standardem do dziś. Początkowo nie było jednolitych zasad gry dla tej dyscypliny sportowej. Według jednych zasad wygrywał ten, kto w określonym czasie wbije jak najwięcej krążków do łuz, według innych – ten, kto wbije więcej krążków, wykorzystując jak najmniejszą liczbę uderzeń. Niemożliwe było ustalenie wyższości pomiędzy graczami uznającymi różne zasady. W 1932 roku P. Tiutenikow połączył istniejące warianty zasad w jednolite zasady gry, wydane w 1932 roku. Wtedy także pisał on, że gra na Łotwie znana jest od 5 lat. Nazywa się NOVUSS albo KOROONA, co jeszcze raz udowadnia równoległe pojawienie się i następny rozwój gry na Łotwie i w Estonii.
Pierwsze zawody profesjonalistów odbyły się w Rydze w roku 1932. W 1940 roku sekcje sportowe novusa i koroony istniały na większości wyższych uczelni Rygi i Tallinna, a także w dużych przedsiębiorstwach przemysłowych.
Po II wojnie światowej do odrodzenia novusa przyczynili się entuzjaści tej gry z ryskiej fabryki VEF. Pierwsza federacja novusa została założona na Łotwie w 1963 roku. Wtedy także sport ten został wpisany do rejestrów dyscyplin sportowych ZSRR jako łotewski sport narodowy. W kolejnych latach powstawało coraz więcej zespołów sportowych, zarówno męskich, jak i żeńskich. W roku 1980 w sekcjach sportowych grało 55 tysięcy osób w całej Łotwie.
Obecnie na Łotwie regularnie odbywają się zawody na szczeblu gminnym, powiatowym, państwowym oraz międzynarodowym. Od 1993 roku novuss zostaje w pierwszej trójce najpopularniejszych dyscyplin sportowych Łotwy. Wraz z emigracją Łotyszy i Estończyków gra stała się znana również w Stanach Zjednoczonych, Kanadzie, Australii, Niemczech, Gruzji, Finlandii, Szwecji, Rosji oraz w Izraelu.
W 2008 roku powstała międzynarodowa federacja novusa, FINSO (ang. Federation International of Novuss-Sport Organisations). W skład federacji wchodzi 7 państw: Białoruś, Estonia, Niemcy, Łotwa, Rosja, Ukraina i USA, o przyjęcie do federacji stara się również Wielka Brytania. Od 2008 roku we wszystkich państwach członkowskich corocznie odbywa się Puchar Europy Novussa składający się z od 6 do 9 etapów, a także rozgrywane na Łotwie Mistrzostwa Świata Novussa.

## Zasady
Kwadratowy stół jest podzielony na cztery pola do gry, w dwóch z nich rozmieszcza się drewniane krążki w dwóch kolorach, po jednym zestawie dla każdego z graczy. W rogach stołu znajdują się cztery łuzy. Zadaniem każdego gracza jest wbicie swoich krążków, znajdujących się początkowo po przeciwnej stronie stołu, do obojętnie której z czterech łuz. Gracze w tym celu używają kija i dodatkowego krążka, nieco większego od pozostałych. Uderzenia w krążki odbywają się na przemian, gracza rozpoczynającego partię wybiera się za pomocą rzutu monetą. Zwycięża ten, kto pierwszy wbije wszystkie swoje krążki do łuz.

## Cechy stołów

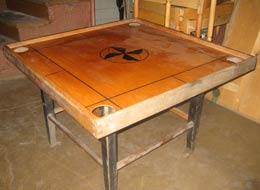
Stół do gry w novuss z lat 20. XX wieku.

Do produkcji stołów wykorzystywane jest naturalne drewno. Stół wykonuje się ze sklejki o grubości 9 mm dla stołów standardowych i nie mniej niż 15 mm dla stołów profesjonalnych. Banda wokół niego wykonana jest z bezsękowych desek brzozowych, bukowych lub z innego drewna o podobnych właściwościach. Boki stołu powinny być połączone na pióro-wpust. Banda stołu powinna mieć zamek dla płaszczyzny sklejki, tj. płaszczyzny stołu. Właśnie takie połączenie zamkowe i boczny zamek dla sklejki pozwala konstrukcji stołu być mocną samonośną konstrukcją, która wytrzyma bardzo mocne uderzenia krążków i pozwoli przewidzieć kierunek lotu krążków po uderzeniu kijem. Stoły są pomalowane kilkoma warstwami specjalnego lakieru, na powierzchni do gry muszą znajdować się nie mniej niż trzy warstwy.